# زيت معدني
الزيت المعدني أو زيت البترول هو أحد منتجات تكرير النفط يستخدم بصفة أساسية لإنتاج الغازولين كما يدخل في صناعات كثيرة مثل زيوت أدوات التجميل وفي صناعة الدواء . كما يمكن إنتاج تلك الزيوت من تقطير الفحم الحجري والفحم النباتي. وهي زيوت شفافة عديمة الرائحة تحتوي أساسا على الألكانات (جزيئات عضوية خطية تحتوي على 15 إلى 40 من ذرات الكربون). ويبلغ كثافتها نحو 0.8 غ/سم3.

## منتجات الزيوت المعدنية
من منتجات الزيت المعدني وقود السيارات مثل البنزين والديزل وكيروسين وزيت الأفران ودهون التشحيم . ومن تقطير زيت البترول نحصل على زيوت تستخدم في صناعة مواد التجميل والدواء وهي تتكون من ألكانات والألكانات الحلقية .

## الاستخدامات
بسبب انخفاض سعره وتوافر وجوده فهو يستخدم على نطاق واسع وفي مجالات عديدة . ويتميز بخواص مقبوله من ناحية قلة مضاره على الإنسان ويستخدم في التشحيم وفي التبريد كما يستخدم في صناعة بعض أجزاء أخهرى الكهربائية.

### الاستخدامات الطبية
يستخدم هذا الزيت بعض إضافة بعض المواد الأخرى إليه كزيت للأطفال baby oil في الولايات المتحدة الأمريكية وفي إنجلترا وكندا ويستعمل كذلك للعناية بالبشرة . كما يمكن معالجة الأكزيما الخفيفة به ويستعمل لتنظيف الأذنين وعلى الأخص إذا دخلت إحدى الحشرات في الأذن. ويصلح لخلطه بالكبريت ومركبات المراهم .

### استخدامات في الطب البيطري
يستخدم الزيت المعدني في تطعيم الحيوان، كما يستخدم في تطهير أرجل الطيور كالبط والأوز والدجاج لمنع إصابتها من الفطريات . كما يستخدم في علاج الالتهابات، ووقاية الأخشاب من السوس.

### في الآلات الميكانيكية والأجهزة الكهربية
يستعمل الزيوت المعدنية كموصل حراري . وحيث أنه غير قابل للانضغاط فهو يستخدم أيضا في التحريك الهيدروليكي في الرافعات و آلات الكبس، كما يستعمل في التشحيم . وتستخدم الأنواع الخفيفة منه في صناعة الاقمشة والجوت .
كما يستخدم في تبريد الأجهزة الكهربائية حيث أنه عازل جيد للتيار الكهربائي ويعمل على إبعاد الماء والهواء . ولذلك يستخدم كثيرا في المحولات الكهربائية وفي المفاتيح الكهربائية للضغط العالي لمنع حدوث الأقواس الكهربية العشوائية.

### في الوقاية
نظرا لان زيت البترول لا يمتص الرطوبة فهو يستعمل كتغطية واقية أو تغمس فيه المواد الحساسة للماء . مثال على ذلك الاحتفاظ بالليثيوم حيث يغمس الليثيوم في حمام من زيت البترول.
كذلك الحفاظ على الادوات اليدوية المعدنية والأسلحة والسكاكين ووقايتها من الصدأ والأكسدة .
ويستعمل زيت البترول لتلميع والحفاظ على المنتجات الجلدية . وكذلك للحفاظ على الأخشاب من التسوس .

### استخدام في الصناعات الغذائية
مناعة زيت البترول لامتصاص الماء بالإضافة إلى أنه عديم الطعم والرائحة تجعل من مادة واقية شائعة الاستخدام لتنظيف أدوات المطبخ الخشبية مثل أورمة اللحم والأوعية . ومجرد دعك الأداة الخشبية بالزيت بين الحين والآخر يحميها من تعلق رائحة المواد الغذائية بها وتسهل تنظيفها كما تحافظ عليها، حيث يتشقق الخشب من دوام ابتلاله وتجفيفه أثناء الاستعمال، كما تمنع تجمع البكتريا في الشقوق التي قد تكون موجودة في تلك الأدوات .
كا يستعمل الزيت المعدني أحيانا في الصناعات الغذائية وعلى الأخص في إنتاج بعض الحلوى حيث يمنع تشابك القطع مع بعضها، ورغم تحفظ التعليمات الإدارية الصحية في هذا الشان بالنسبة لصناعة حلوى الأطفال إلا أن مصانع الحلوي في بعض البلاد لا تزال تستخدمة.

### في التنظيف
تستخدم الزيوت المعدنية لتنظيف الزيوت الثقيلة وذلك بواسطة تخفيف تركيزها وتسهل بذلك استخدام المنظفات . كما يمكن
بها تنظيف اللواصق وتستعمل كمنظف ومذيب للأحبار في الطباعة وفي ألوان الرسم، بجانب زيت التربنتين .
كما تستخدم في تنظيف أوتار الآلات الموسيقية الوترية كالكمان والبيانو والجيتار حيث يزيل القذارة بدون التسبب في تأكسد الأوتار المعدنية.

## تسميات أخرى وماركات مسجلة
تعددت التسميات المتداولة والماركات المسجلة لمواد يرجع عنصرها إلى زيت البترول نذكر منها:
- زيت ادبسين Adepsine oil
- ألبولين Albolene
- زيت الكبلات Cable oil
- زيت الأطفال Baby Oil
- دراكول Drakeol
- زيت عازل للكهرباء Electrical Insulating Oil
- زيت المعاملة الحرارية Heat-treating oil
- زيت المكابس الهيدروليكية سائل هيدروليكي
- زيت لهجنايت Lignite oil
- برافين سائل Liquid paraffin
- زيت إحكام Mineral Seal Oil
- زيت برافين Paraffin oil
- بترولاتم Petrolatum
- بتروليوم سائل Petroleum, liquid
- الزيت الأبيض White oil

## اقرأ أيضا
- زيت الثعبان
- نفط
- سياسة نفط
- ألكاين
- نافثا